# Jeorjos Diamandis
Jeorjos Diamandis (gr. Γεώργιος Διαμαντής) – grecki strzelec. Brał udział w Letnich Igrzyskach Olimpijskich 1896 w Atenach.
Diamantis startował w dwóch turniejach strzeleckich. W konkurencji karabinów wojskowych zajął siódme miejsce z wynikiem 1456 punktów. Wiadomo także, że w drugiej z czterech serii 10 strzałów zdobył 384 punkty. Jego wynik i miejsce w konkurencji karabinów dowolnych jest nieznane, z wyjątkiem tego, że nie zdobył medalu.